# Secrétaire général du Comité économique et social européen

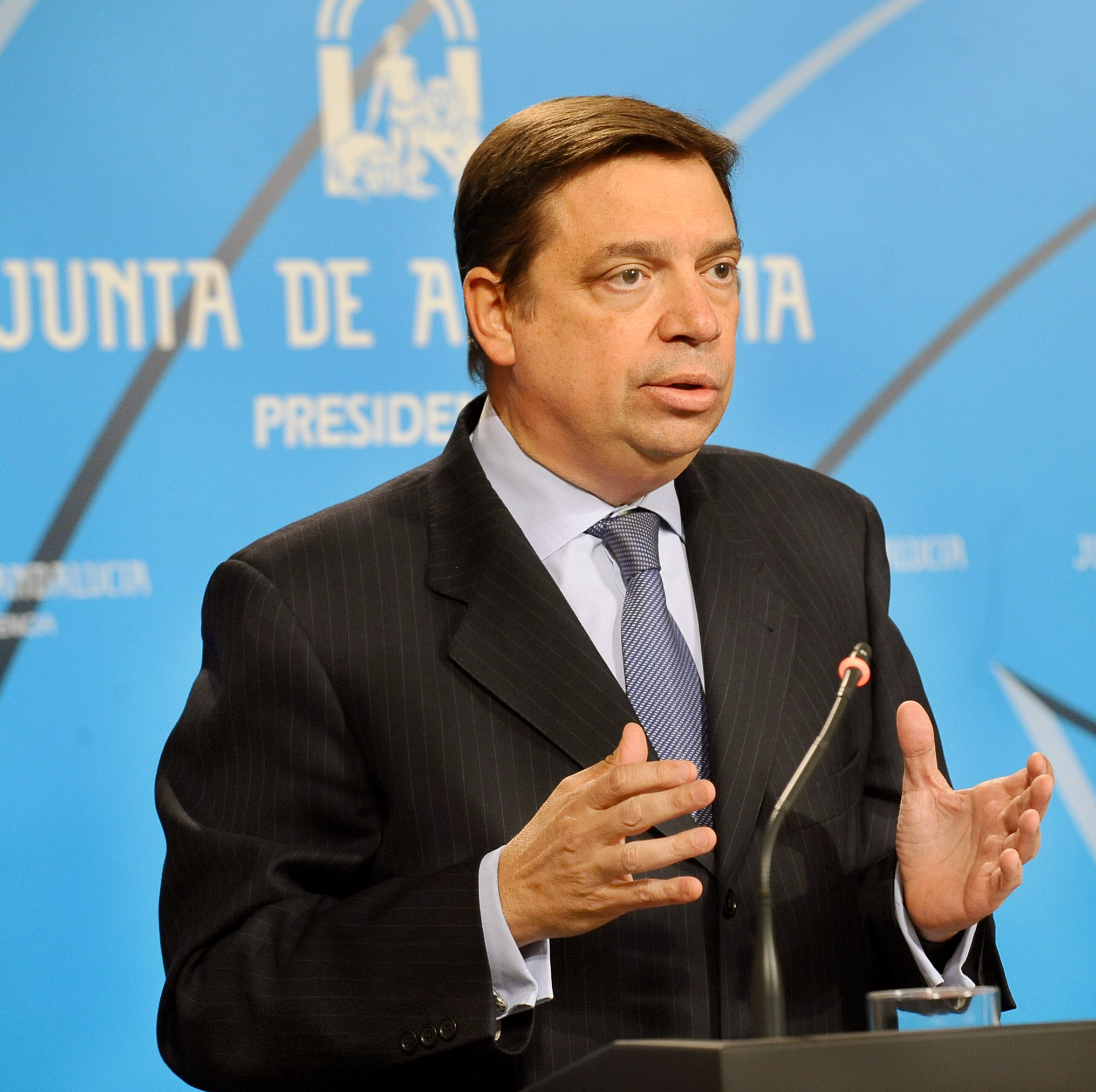
Luis Planas, ancien secrétaire général du Comité économique et social européen (CESE).

Le Secrétaire général dirige le Secrétariat du Comité économique et social européen (CESE). Environ sept cents fonctionnaires CESE travaillent au Secrétariat du CESE. Quelque 350 de ces fonctionnaires travaillent dans les «services communs», un service partagé spécial établi conjointement avec le Comité des régions.
Le rôle principal du Secrétaire général du CESE est de mettre en œuvre les décisions prises par l'Assemblée plénière, le Bureau et le Président. Le Secrétaire général est également responsable de la gestion de l'administration et le budget.
Nommé par le Bureau du Comité, le Secrétaire général sert pour un mandat de cinq ans, qui est renouvelable. Le Secrétaire général actuel est Gianluca Brunetti, dont le mandat a débuté le 14 novembre 2018.
Précédents Secrétaires généraux du CESE :
- 2014 - 2018 Luis Planas Puchades (Espagne) [3]
- 2008 - 2013 Martin Westlake (Royaume-Uni)
- 1998 - 2008 Patrick Venturini (France)
- 1996 - 1998 Adriano Graziosi (Italie)
- 1992 - 1996 Simon-Pierre Nothomb (Belgique)
- 1987 - 1992 Jacques Moreau (France)
- 1979 - 1987 Roger Louet (France)
- 1971 - 1978 Delfo Delfini (Italie)
- 1958 - 1971 Jacques Genton (France)